# Volkswagen Passat CC
Volkswagen Passat CC — четырёхдверный седан-купе, сконструированный на базе VW Passat B6 (Typ 3C), выпускался с 2008 по 2016 г. на заводе концерна Volkswagen в городе Эмден.
Буквы -CC- в названии модели расшифровываются как «комфорт-купе» (нем. Comfort-Coupé), к которому тяготеет более «расплющенная», спортивная форма кузова модели. Однако эта модель задумывалась руководством концерна Volkswagen не как модификация обычного Passat’а, а как авто другого, более комфортного класса — для заполнения рыночной ниши между классическим Passat’ом и моделью Phaeton.
Впервые Passat CC был представлен на автосалоне в Детройте в 2008. В этом же году началось его производство в Европе, а через полгода и в США.

## Рестайлинг
В январе 2012 на Автосалоне в Лос-Анджелесе была представлена обновлённая версия Passat CC. Была обновлена решётка радиатора, интерьер салона и фары. Новая версия автомобиля поступила в продажу в России 21 апреля 2012 года.

## Двигатели и технические характеристики

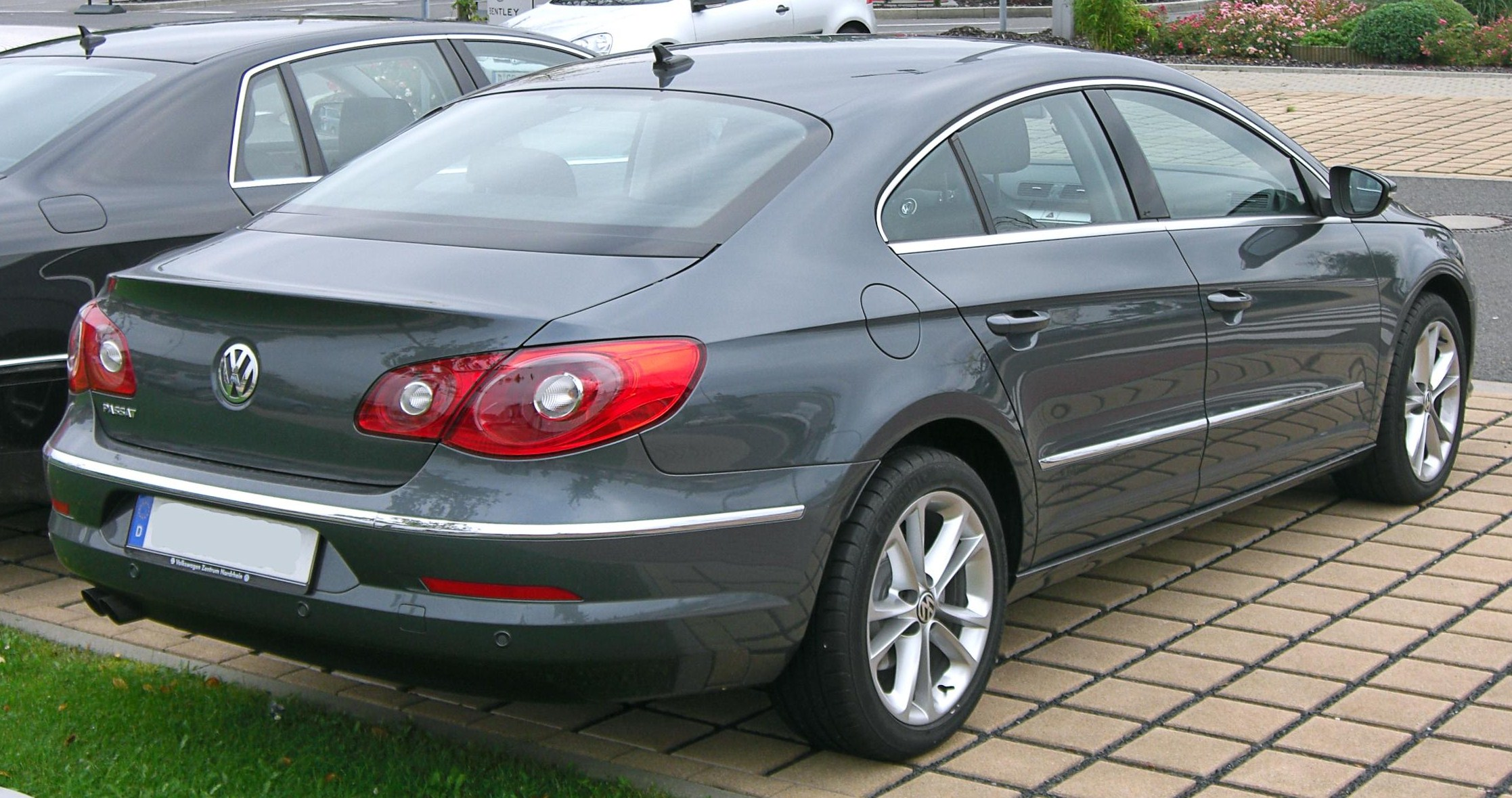
Volkswagen Passat CC

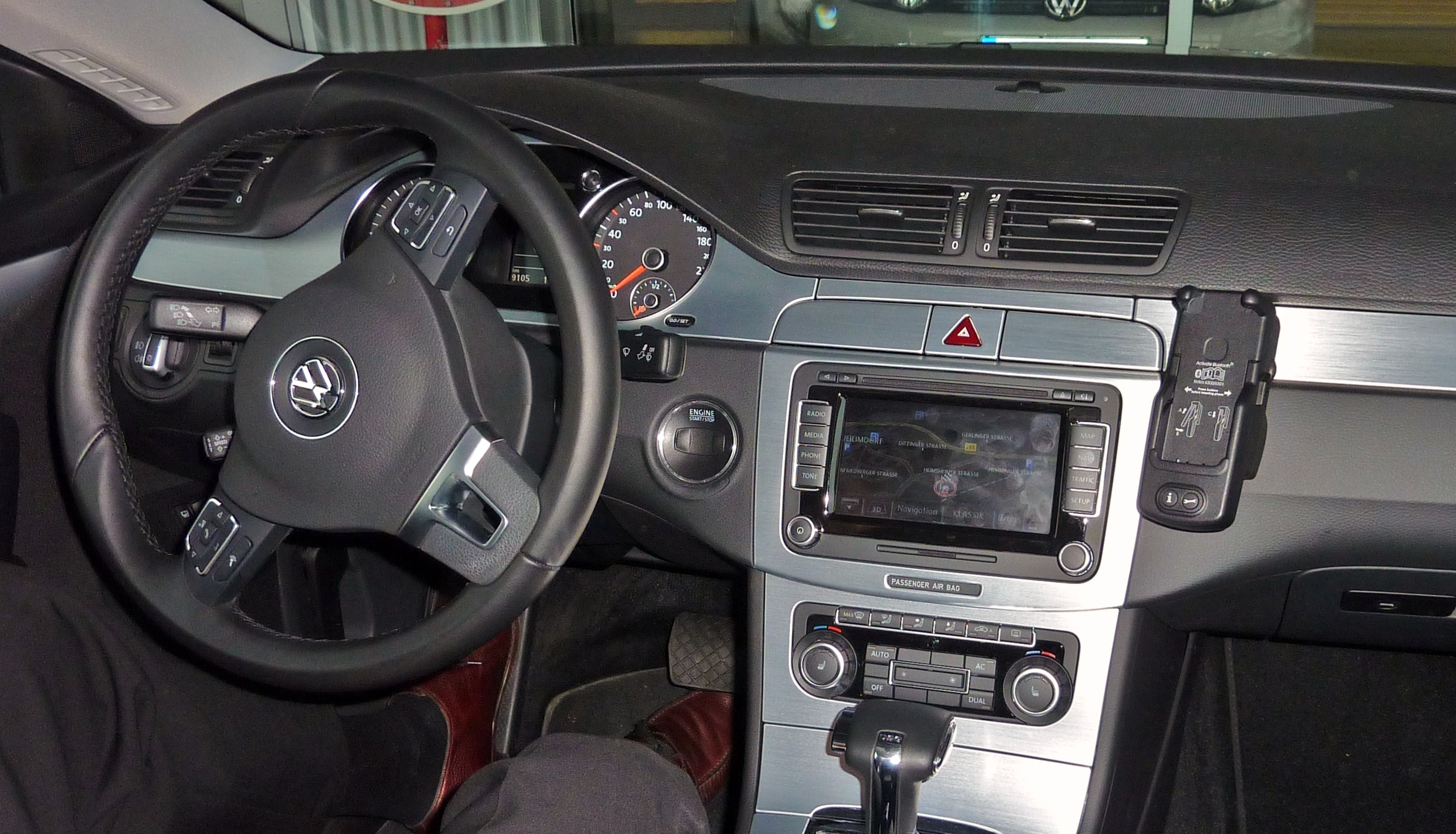
Cockpit Passat CC

| Passat CC                                            | 1.8 TSI                                                 | 2.0 TSI                                                 | 3.6 V6                                                  | 2.0 TDI                                                 | 2.0 TDI                                                 | 2.0 TDI                                                 | 2.0 TDI                                                 |
| ---------------------------------------------------- | ------------------------------------------------------- | ------------------------------------------------------- | ------------------------------------------------------- | ------------------------------------------------------- | ------------------------------------------------------- | ------------------------------------------------------- | ------------------------------------------------------- |
| Годы выпуска                                         | с 2008                                                  | с 2008                                                  | с 2008                                                  | с 2008                                                  | с 2008                                                  | с 2015                                                  | с 2015                                                  |
| Motorbauart und Zylinderanzahl                       | Р4-Бензиновый                                           | Р4-Бензиновый                                           | V6-Бензиновый                                           | Р4-Дизельный CR                                         | Р4-Дизельный CR                                         | Р4-Дизельный CR                                         | Р4-Дизельный CR                                         |
| Объём                                                | 1798 см³                                                | 1984 см³                                                | 3597 см³                                                | 1986 см³                                                | 1986 см³                                                | 1986 см³                                                | 1986 см³                                                |
| Мощность                                             | 112 кВт (152 л.с.) при 5000/м                           | 155 кВт (210 л. с.) при 5100/м                          | 220 кВт (300 л. с.) при 6600/м                          | 103 кВт (140 л. с.) при 4200/м                          | 125 кВт (170 л. с.) при 4200/м                          | 110 кВт (150 л. с.) при 4200/м                          | 135 кВт (184 л. с.) при 4200/м                          |
| макс. Крутящий момент                                | 250 Н·м при 1500/м                                      | 280 Н·м при 1700/м                                      | 350 Н·м при 2400/м                                      | 320 Н·м при 1750/м                                      | 350 Н·м при 1750/м                                      | 340 Н·м при 1750/м                                      | 380 Н·м при 1750/м                                      |
| КПП, серийная                                        | 6-ступенчатая механика                                  | 6-ступенчатая механика                                  | 6-ступенчатая роботизированная с двойным сцеплением DSG | 6-ступенчатая механика                                  | 6-ступенчатая механика                                  | 6-ступенчатая механика                                  | 6-ступенчатая механика                                  |
| КПП, опционная                                       | 7-ступенчатая роботизированная с двойным сцеплением DSG | 6-ступенчатая роботизированная с двойным сцеплением DSG | никакой опции                                           | 6-ступенчатая роботизированная с двойным сцеплением DSG | 6-ступенчатая роботизированная с двойным сцеплением DSG | 6-ступенчатая роботизированная с двойным сцеплением DSG | 6-ступенчатая роботизированная с двойным сцеплением DSG |
| привод (серийный)                                    | передний привод                                         | передний привод                                         | полноприводный                                          | передний привод                                         | передний привод                                         | передний привод                                         | передний привод                                         |
| Максимальная скорость, км/ч                          | 222                                                     | 237/232                                                 | 250 (ограничение электроникой)                          | 213/210                                                 | 227/224                                                 | 218                                                     | 234/232                                                 |
| Разгон, 0-100 км/ч, с                                | 8,6                                                     | 7,6/7,8                                                 | 5,5                                                     | 9,8                                                     | 8,6                                                     | 9,1                                                     | 8,1                                                     |
| Расход топлива л/100 км), комбинированно             | 7,6 (Super-бензин)                                      | 7,9/8,5 (Super-бензин)                                  | 10,1(Super-бензин)                                      | 5,8/6,2 (дизель)                                        | 5,8/6,1 (дизель)                                        | 4,5/4,8                                                 | 4,9/5,0                                                 |
| Выброс CO2 в гр/км, комбинированно                   | 180                                                     | 186/199                                                 | 242                                                     | 153/163                                                 | 153/159                                                 | 118/127                                                 | 127/130                                                 |
| Стандарт выброса выхлопных газов по EU-классификации | Euro 4                                                  | Euro 4                                                  | Euro 4                                                  | Euro 4                                                  | Euro 4                                                  | Euro 6                                                  | Euro 6                                                  |

## Dynamic Black
В июне 2015 года Volkswagen представил специальную версию CC, получившую приставку Dynamic Black в названии. Среди отличий этой версии от обычного CC можно выделить следующие.
Экстерьер:
- Изменённая решетка радиатора
- Убраны хромированные полосы вокруг окон
- Убраны хромированные полосы на дверях и заднем бампере
- Черные накладки зеркал

Интерьер:
- Магнитола Discover Media
- Карбоновые вставки на сиденьях
- R-Line накладки на порогах
- Накладки центральной консоли чёрный глянец
- Карбоновые накладки торпедо и панели дверей
- Иные регуляторы регулировки зеркал и блока климат комфорта

Несмотря на название Dynamic Black (динамичный чёрный), эта версия доступна и в других цветах. Кроме изменений в интерьере и экстерьере автомобиля, произошли небольшие изменения и в моторной гамме. Появились новые версии дизельных двигателей 2.0 TDi с мощностью 150 л. с. и 184 л. с.